# Adam Elsheimer

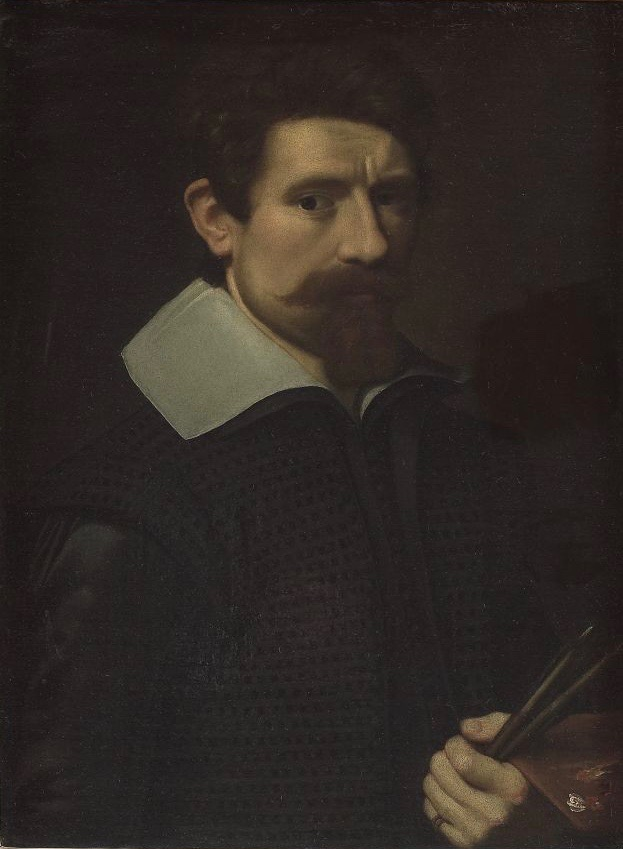
Adam Elsheimer, Selbstporträt, Uffizien

Adam Elsheimer (getauft am 18. März 1578 in Frankfurt am Main; † 11. Dezember 1610 in Rom) war ein bedeutender deutscher Barockmaler des frühen 17. Jahrhunderts.

## Leben

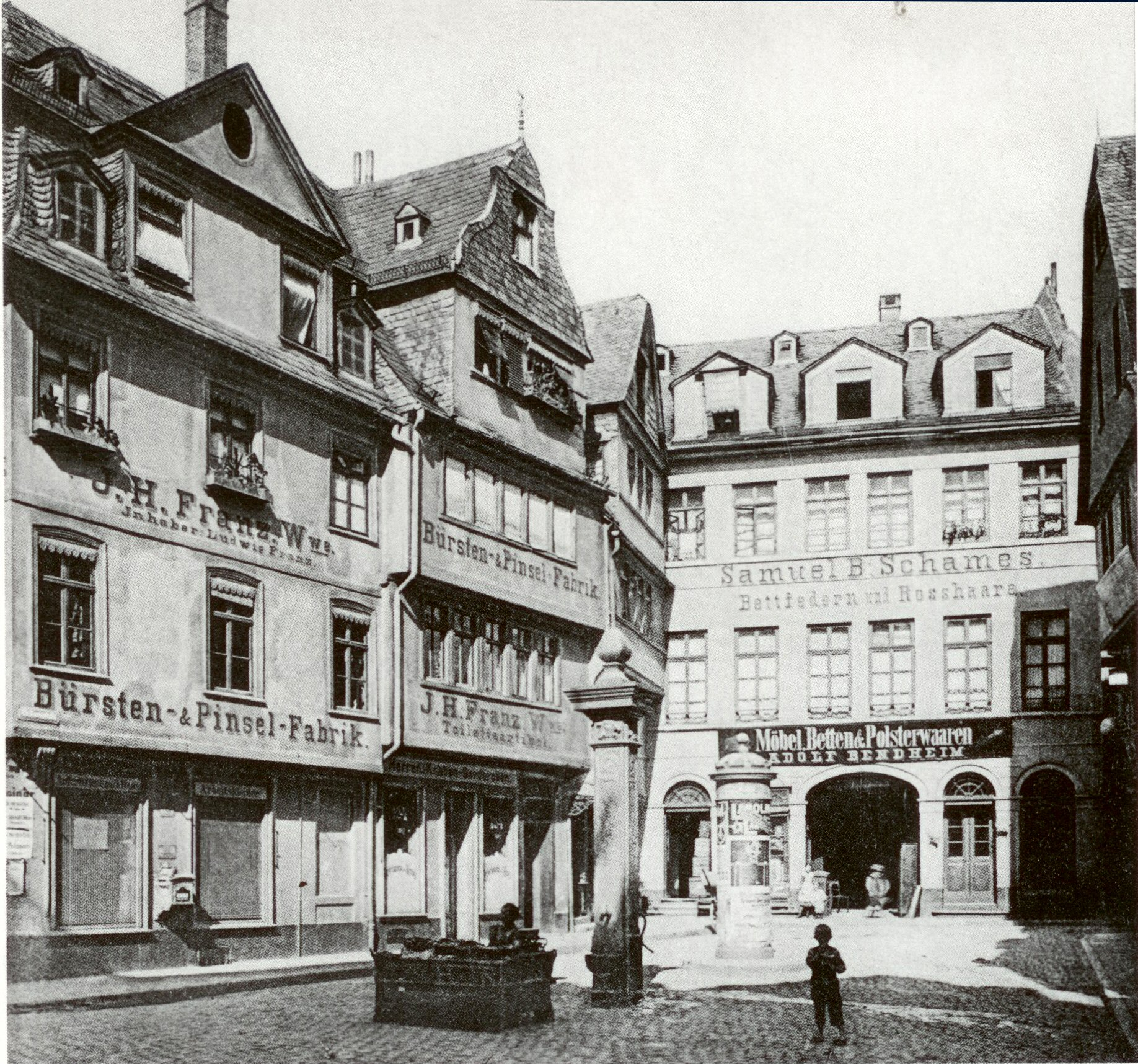
Geburtshaus Elsheimers, um 1900. Das Haus Fahrgasse 120 ist das dritte Haus von links, in der Ecke (1944 zerstört)

Adam Elsheimer war das älteste von zehn Kindern des 1577 aus Wörrstadt nach Frankfurt eingewanderten Schneidermeisters Anton Elsheimer und von Maria Elsheimer, geborene Reuß, Tochter eines Frankfurter Faßbindermeisters. Der Name lässt sich auf das rheinhessische Dorf Elsheim zurückführen. Die Familie lebte im Haus Fahrgasse Nr. 120 am Einhornplätzchen.
Elsheimer absolvierte eine fünf Jahre dauernde Ausbildung in seiner Heimatstadt bei dem Maler Philipp Uffenbach, der ihn mit den Werken Albrecht Dürers und Matthias Grünewalds bekanntmachte. Zudem beeinflussten ihn die niederländischen Landschaftsmaler Lucas van Valckenborch und Gillis van Coninxloo.
1598 verließ er Frankfurt und ging nach München und später nach Venedig. Dort arbeitete er in der Werkstatt von Johann Rottenhammer und lernte die Werke der venezianischen Malerei kennen. Im Jahr 1600 ließ er sich in Rom nieder, wo er bis zu seinem Lebensende blieb. 
Er heiratete 1606 Carla Antonia Stuart (ital.: Stuarda), eine Frankfurterin schottischer Herkunft. Elsheimer lebte ständig in finanziell beengten Verhältnissen. Einer seiner „Schüler“ war Hendrick Goudt, der sieben seiner Gemälde in Form von Kupferstichen europaweit bekanntmachte. Diese Bekanntschaft trug jedoch auch zum Untergang Elsheimers bei. Goudt war nicht nur Gast, Schüler und Mäzen; angeblich brachte er ihn auch in den Schuldturm, Beweise dafür gibt es aber nicht.

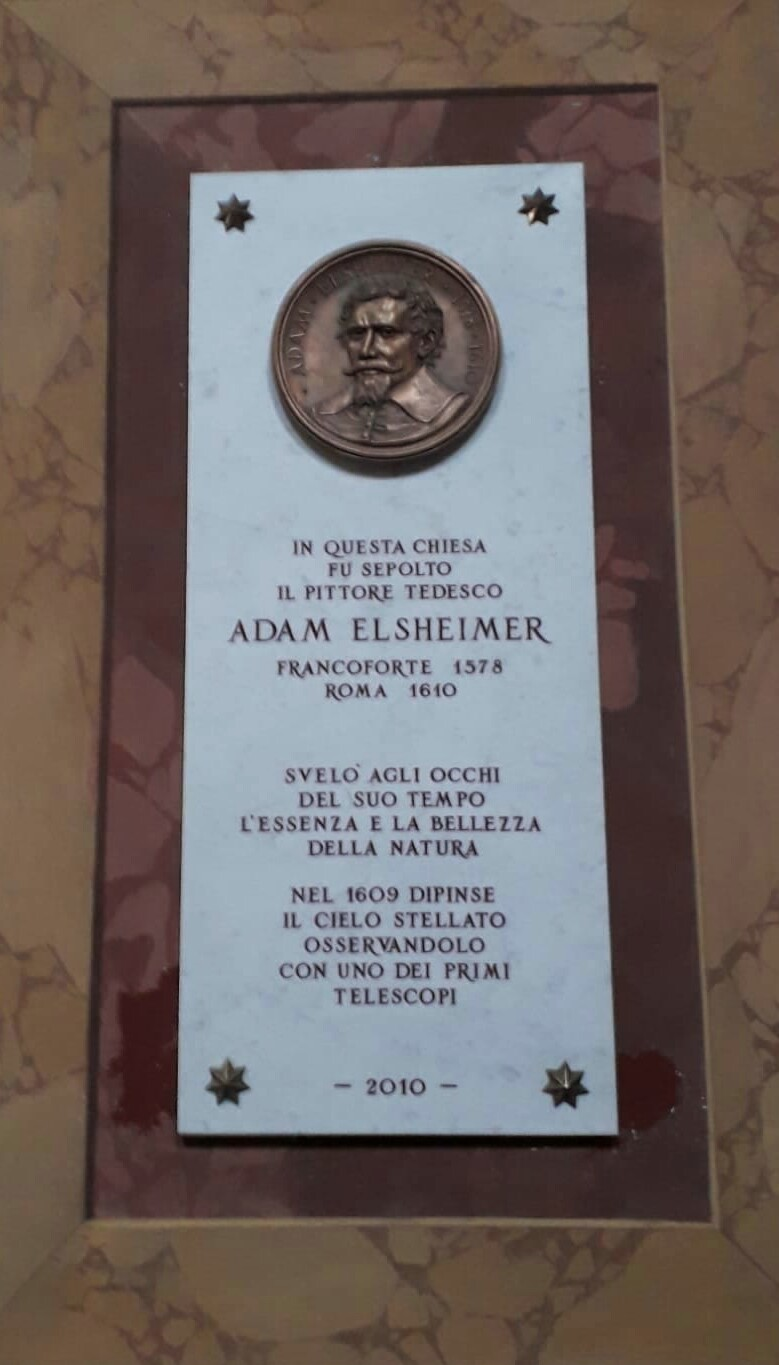
Epitaph Elsheimers in der Kirche San Lorenzo in Lucina

Als Elsheimer mit 32 Jahren an den Folgen der Haft verstarb, stand er in hohem Ansehen; die römische Malergilde trug ihn feierlich zu Grabe. Aus Rubens’ Brief an Dr. Faber:

„… eine der grausamsten Nachrichten, nämlich des Todes unseres geliebten Adam, der mich auf das schmerzlichste traf. Nach einem solchen Verlust sollte sich unsere ganze Zunft in tiefe Trauer hüllen … Er ist in der ganzen Kraft seines Könnens gestorben und seine Ernte stand noch in ihren Keimen.“

Der Maler wurde in der römischen Kirche San Lorenzo in Lucina begraben. Sein Grabdenkmal ist nicht erhalten. Im Jahr 2010 wurde nach Beendigung der Ausgrabungen in dieser Kirche vorne am ersten linken Pfeiler eine Gedenktafel aus Marmor angebracht, die ihn rühmt als einen der Ersten, die beim Malen des Sternenhimmels ein Teleskop verwendeten.
Weitere Schüler waren Paul Juvenell der Ältere und Johann König.

## Werk
Während seiner Lehrzeit in Frankfurt dürfte Elsheimer von Gemälden von Albrecht Dürer (Heller-Altar), Hans Holbein d. Ä. und Matthias Grünewald beeinflusst worden sein. In Venedig lernte er die Arbeiten von Tintoretto und Veronese kennen und arbeitete bei Hans Rottenhammer als dessen Werkstattgehilfe. In Rom wiederum sah er die Hell-Dunkel-Malerei Caravaggios.
Seine meist kleinen Bilder sind – wie bei Rottenhammer – überwiegend auf Kupfer und in miniaturhaft feiner Ausführung unter Zuhilfenahme einer Lupe gemalt. Seine Federzeichnungen und Radierungen zeugen von Einfühlungsvermögen und künstlerischer Selbständigkeit. Er bevorzugte religiöse und mythologische Themen, häufig verbunden mit Landschaften in „romantischer“ Beleuchtung und poetischer Stimmung. Mit dieser verband er einen neuen Realismus und begründete damit einen neuen Stil in der europäischen Landschaftsmalerei. Elsheimer markiert insofern die Abkehr vom Manierismus, als er die Intensität der Beleuchtung in seinen Bildern verstärkte, die eine caravaggeske Helldunkel-Modellierung der Szenerie erzeugte. Dies war der entscheidende Schritt hin zur Barockmalerei, die sich nicht in der kompositorischen Vereinzelung der Bildteile verlor, sondern durch die Lichtkonzentration das Wesentliche im Bild hervorhob.
Aufgrund seines frühen Todes und seiner langsamen Malweise, die auch von Depressionen behindert wurde, hat er nur wenige Werke hinterlassen. Bisher sind 40 Gemälde und 30 Zeichnungen und Gouachen bekannt. Die sieben Tafeln des Frankfurter Kreuzaltares sind eines seiner Hauptwerke. Es galt lange Zeit als verschollen. 1951 bis 1981 erwarb das Städelsche Kunstinstitut die einzelnen Tafeln Stück für Stück. Dank einer ausführlichen Beschreibung und Zeichnung aus der Entstehungszeit konnte der Altar rekonstruiert werden.

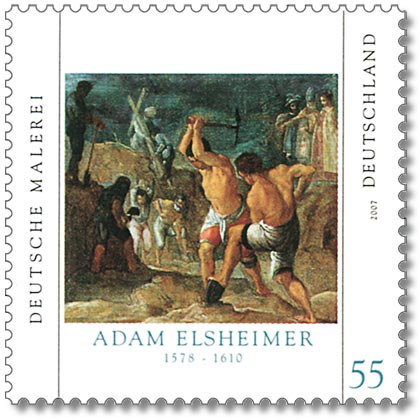
Briefmarke 2007

Seine Gemälde belegen eine ungewöhnliche künstlerische Spannweite: in der Taufe Christi verband er altdeutsche Landschaftsmalerei mit hochbarockem Raumgefühl; seine Procris nahm die Erotik Poussins und Rubens’ vorweg; vor Elsheimer gab es keine Darstellung der himmelweiten Landschaft wie in der Aurora; die Nachtstücke wie Der Brand Trojas, Ceres, Flucht nach Ägypten waren wegweisend, und der „kleine“ Tobias sowie das intime Interieur bei Philemon und Baucis dienten 50 Jahre später Rembrandt als Vorlage und Anregung. Sein Werk beeinflusste (auch durch die Kupferstiche Goudts) Claude Lorrain in Italien, Rubens und Rembrandt in den Niederlanden sowie Caspar David Friedrich. Sein großer Einfluss lässt sich auch an der großen Zahl von Kopien ablesen, die von seinen Gemälden angefertigt wurden.

„Seit Jahrzehnten hat die Literatur sich darum bemüht, die Bilder zwischen Elsheimer, seinen Mitarbeitern, seinen Nachfolgern, seinen Kopisten aufzuteilen…wobei manche Zu- und Abschreibungen immer noch ungesichert sind.“

Elsheimer war der erste Maler, der die Flucht von Maria und Josef mit dem Christuskind nach Ägypten als ein Nachtbild mit mehreren Lichtquellen malte.

## Elsheimer als Astronom

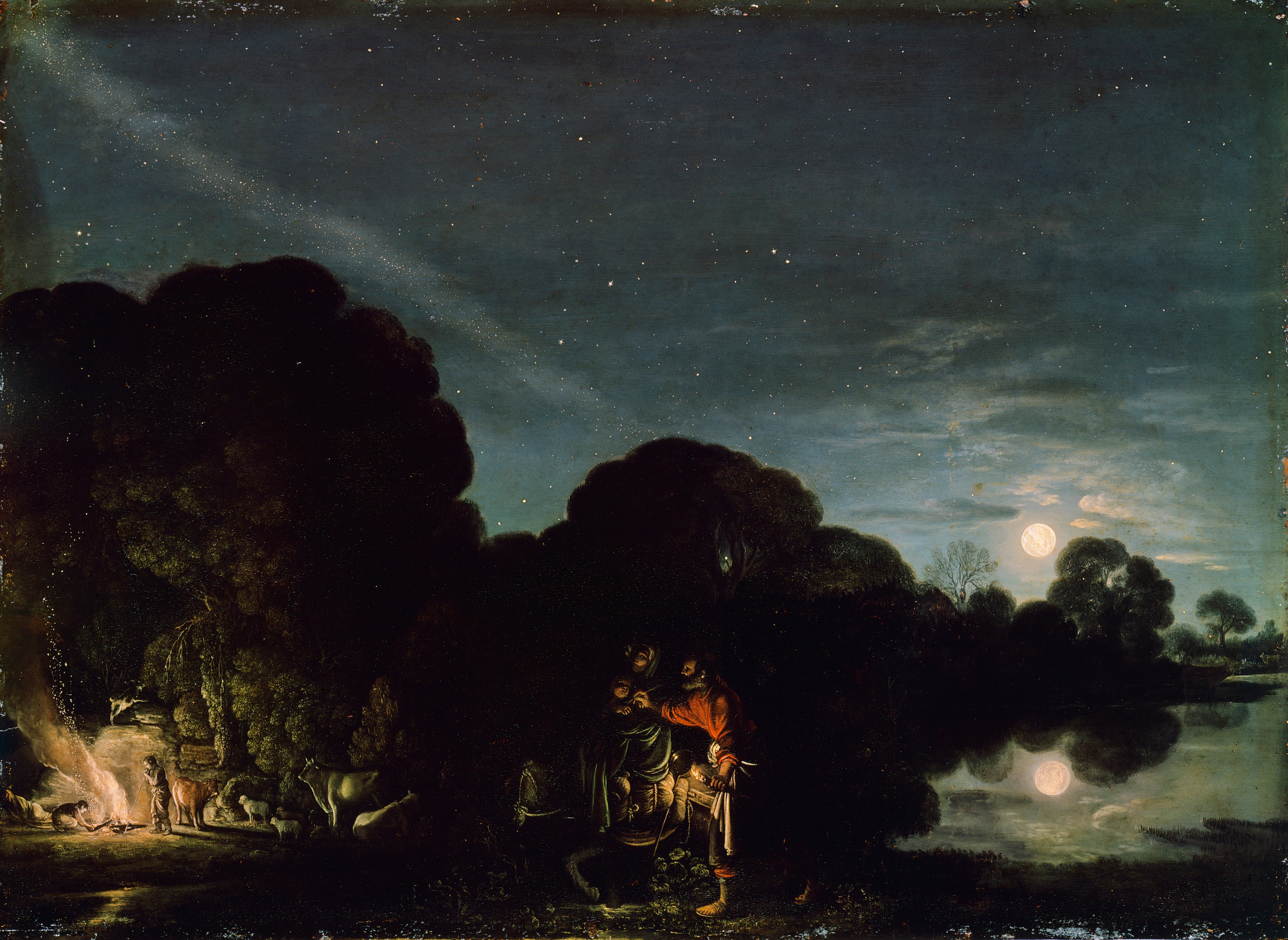
Die Flucht nach Ägypten (1609)

Adam Elsheimer war der erste Maler, der den Sternenhimmel fast naturgetreu dargestellt hat. Zwar sind die Sternbilder keineswegs mit der Genauigkeit eines Himmelsatlas wiedergegeben, doch malte Elsheimer als erster Künstler die Milchstraße als eine Ansammlung unzähliger einzelner Sterne (eine damals revolutionäre Vorstellung). Daneben stellte er den Mond in einem seiner Bilder „auf den Kopf“ (ein Indiz für ein Instrument) und verzeichnete Details, die mit bloßem Auge unsichtbar sind. Mit hoher Wahrscheinlichkeit hat er im Sommer 1609 den Himmel über Rom mit einem Fernrohr oder einem Hohlspiegel betrachtet. Seine Beobachtungen fanden ihren Niederschlag auf dem Bild Die Flucht nach Ägypten.

## Werke: Gemälde
Die Daten zu den einzelnen Gemälden folgen den Angaben in.
| Bild | Titel                                                       | Jahr                 | Größe, Material | Sammlung |
| ---- | ----------------------------------------------------------- | -------------------- | --- | --- |
|      | Die Hexe                                                    | um 1596/98           | 13,5 × 9,8 cm, Kupfer | Royal Collection                                                                                            |
|      | Die Hl. Elisabeth betreut die Kranken                       | um 1597              | 27,6 × 20 cm, Kupfer | Wellcome Library, (Wellcome Institute for the History of Medicine, London)                                  |
|      | Hausaltar mit sechs Szenen aus dem Leben der Jungfrau Maria | um 1598              | 26 × 21, 12 × 10 (l+r), 10 × 21 (unten) cm, Kupfer                                                                          | Gemäldegalerie, Berlin                                                                                      |
|      | Die Bekehrung des Paulus                                    | um 1598              | 19,7 × 25,1 cm, Kupfer | Städel, Frankfurt                                                                                           |
|      | Der Traum Jakobs                                            | um 1598              | 19,5 × 26,1 cm, Kupfer | Städel, Frankfurt                                                                                           |
|      | Die mystische Vermählung der heiligen Katharina             | um 1598/1599         | 34 × 26,5 cm, Kupfer | Alte Pinakothek, München                                                                                    |
|      | Die Heilige Familie mit dem kleinen Johannes                | um 1599              | 37,5 × 24,3 cm, Kupfer | Gemäldegalerie, Berlin                                                                                      |
|      | Die Taufe Christi                                           | um 1599              | 28,1 × 21 cm, Kupfer | National Gallery, London                                                                                    |
|      | Paulus auf Malta                                            | um 1598/99           | 17 × 21,3 cm, Kupfer | National Gallery, London                                                                                    |
|      | Der Brand von Troja                                         | um 1600/02           | 36 × 50 cm, Kupfer | Alte Pinakothek, München                                                                                    |
|      | Die Sintflut                                                | bald nach 1600       | 26,5 × 34,8 cm, Kupfer | Städel, Frankfurt                                                                                           |
|      | Der Heilige Christopherus                                   | bald nach 1600       | 22,5 × 17,5 cm, Kupfer | Eremitage, Sankt Petersburg                                                                                 |
|      | Judith erschlägt Holofernes                                 | um 1601/03           | 23,2 × 17,8 cm, Kupfer | The Wellington Museum, Apsley House, London                                                                 |
|      | Die drei Marien am Grab Christi                             | um 1602/03           | 25,8 × 20 cm, Kupfer | Rheinisches Landesmuseum, Bonn                                                                              |
|      | Pietà                                                       | um 1603              | 21 × 16 cm, Kupfer | Herzog Anton Ulrich-Museum, Braunschweig                                                                    |
|      | Der Heilige Hieronymus in der Wildnis                       | um 1603? (1598–1610) | 17,1 × 22,2 cm, Kupfer | Pinacoteca dell'Accademia Carrara, Bergamo, Italien                                                         |
|      | Der Heilige Hieronymus in der Wildnis                       | um 1603              | 13,3 × 16,2 cm, Kupfer | Privatbesitz                                                                                                |
|      | Der Heilige Laurentius vor seinem Martyrium                 | um 1603              | 26,7 × 20,6 cm, Kupfer | National Gallery, London                                                                                    |
|      | Die Steinigung des Heiligen Stephanus                       | um 1603/04           | 34,7 × 28,6 cm, Kupfer, versilbert                                                                                          | Scottish National Gallery, Edinburgh                                                                        |
|      | Kreuzaltar                                                  | um 1603–05           | 134 × 107 cm, sieben Tafeln, Öl auf Kupfer                                                                                  | Städel Museum, Frankfurt am Main                                                                            |
|      | Heilige und Gestalten aus dem Alten und Neuen Testament     | um 1605              | Folge von neun Tafeln, je ca. 9 × 7 cm, Kupfer, versilbert                                                                  | Acht Tafeln in Petworth House, Petworth; eine Tafel mit dem heiligen Laurentius im Musée Fabre, Montpellier |
|      | Die Flucht nach Ägypten                                     | um 1605              | 9,8 × 7,6 cm (oval), Kupfer, versilbert                                                                                     | Kimbell Art Museum, Fort Worth                                                                              |
|      | Il Contento                                                 | um 1606              | 30,1 × 42 cm, Kupfer | Scottish National Gallery, Edinburgh                                                                        |
|      | Die Verspottung der Ceres                                   | um 1606              | 29,1 × 24 cm, Kupfer, versilbert                                                                                            | Sammlung Bader, Milwaukee                                                                                   |
|      | Aurora                                                      | um 1606              | 17 × 22,5 cm, Kupfer | Herzog Anton Ulrich-Museum, Braunschweig                                                                    |
|      | Tobias und der Engel („Der kleine Tobias“)                  | um 1606              | 12,4 × 19 cm, Kupfer | Historisches Museum, Frankfurt                                                                              |
|      | Selbstbildnis                                               | um 1606/08           | 63,7 × 48 cm, Leinwand | Uffizien, Florenz                                                                                           |
|      | Apollo und Coronis                                          | um 1606/07           | 17,4 × 21,6 cm, Kupfer | Walker Art Gallery, Liverpool                                                                               |
|      | Die drei Reiche der Welt                                    | um 1607/08           | zwei Tafeln (Das Reich der Venus und Das Reich der Minerva) einer ursprünglich dreiteiligen Folge, je 8,7 × 14,6 cm, Kupfer | Fitzwilliam-Museum, Cambridge                                                                               |
|      | Latona und die Bauern aus Lykien                            | um 1607/08           | 16,9 × 22,7 cm, Kupfer | Wallraf-Richartz-Museum & Fondation Corboud, Köln                                                           |
|      | Jupiter und Merkur bei Philemon und Baucis                  | um 1607/08           | 16,9 × 22,4 cm, Kupfer | Gemäldegalerie Alte Meister, Dresden                                                                        |
|      | Die Flucht nach Ägypten                                     | 1609                 | 31 × 41 cm, Kupfer | Alte Pinakothek, München                                                                                    |

### Weitere Bildergalerien
- Werke von Adam Elsheimer bei Zeno.org
- Adam Elsheimer bei artcyclopedia.com (engl.)
- Adam Elsheimer @akg-images.de